# (9180) Samsagan
(9180) Samsagan est un astéroïde de la ceinture principale.

## Description
(9180) Samsagan est un astéroïde de la ceinture principale. Il fut découvert le 8 avril 1991 à l'observatoire Palomar par Eleanor Francis Helin. Il présente une orbite caractérisée par un demi-grand axe de 3,18 UA, une excentricité de 0,05 et une inclinaison de 15,7° par rapport à l'écliptique.

## Compléments